# Moxibustion
«  Moxas » redirige ici. Pour les autres significations, voir Moxa.
La moxibustion est une technique de stimulation par la chaleur de points d'acupuncture. Le moxa est l'objet chauffant qui permet cette stimulation. Il est originellement sous forme de cigare composé d'une armoise de l'espèce Artemisia argyi.

## Étymologie
Moxa vient du japonais mogusa. Le mot signifie : herbes brûlantes.

## Historique

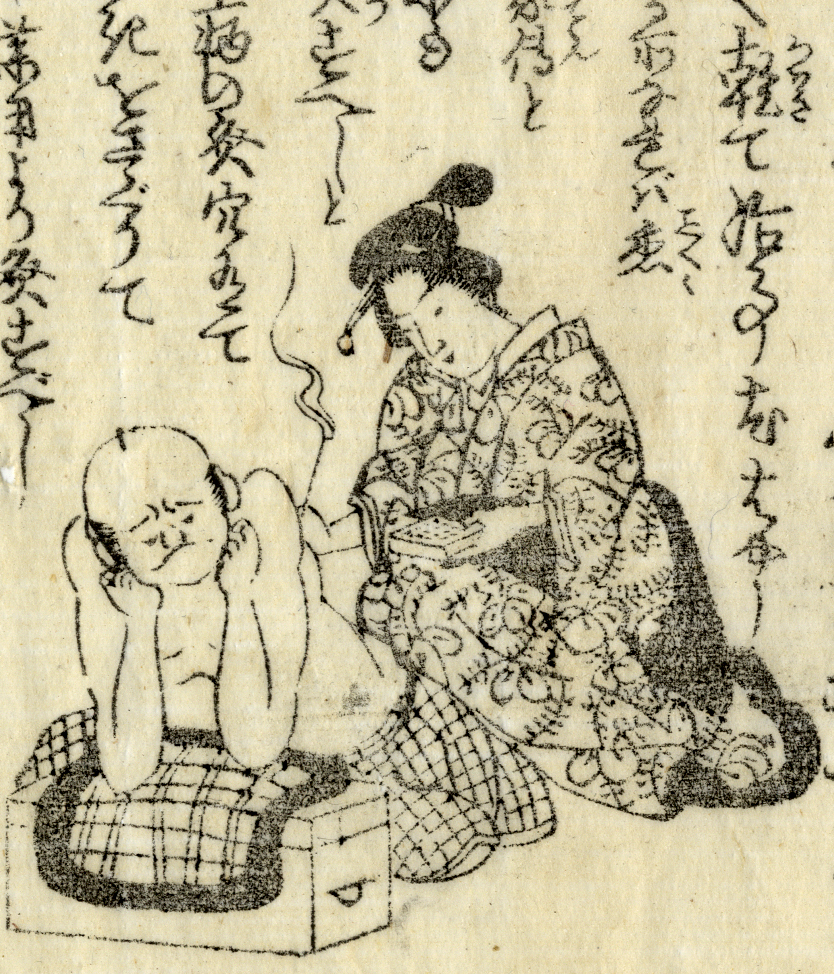
Une technique traditionnelle, Banshō myōhōshū (1853)

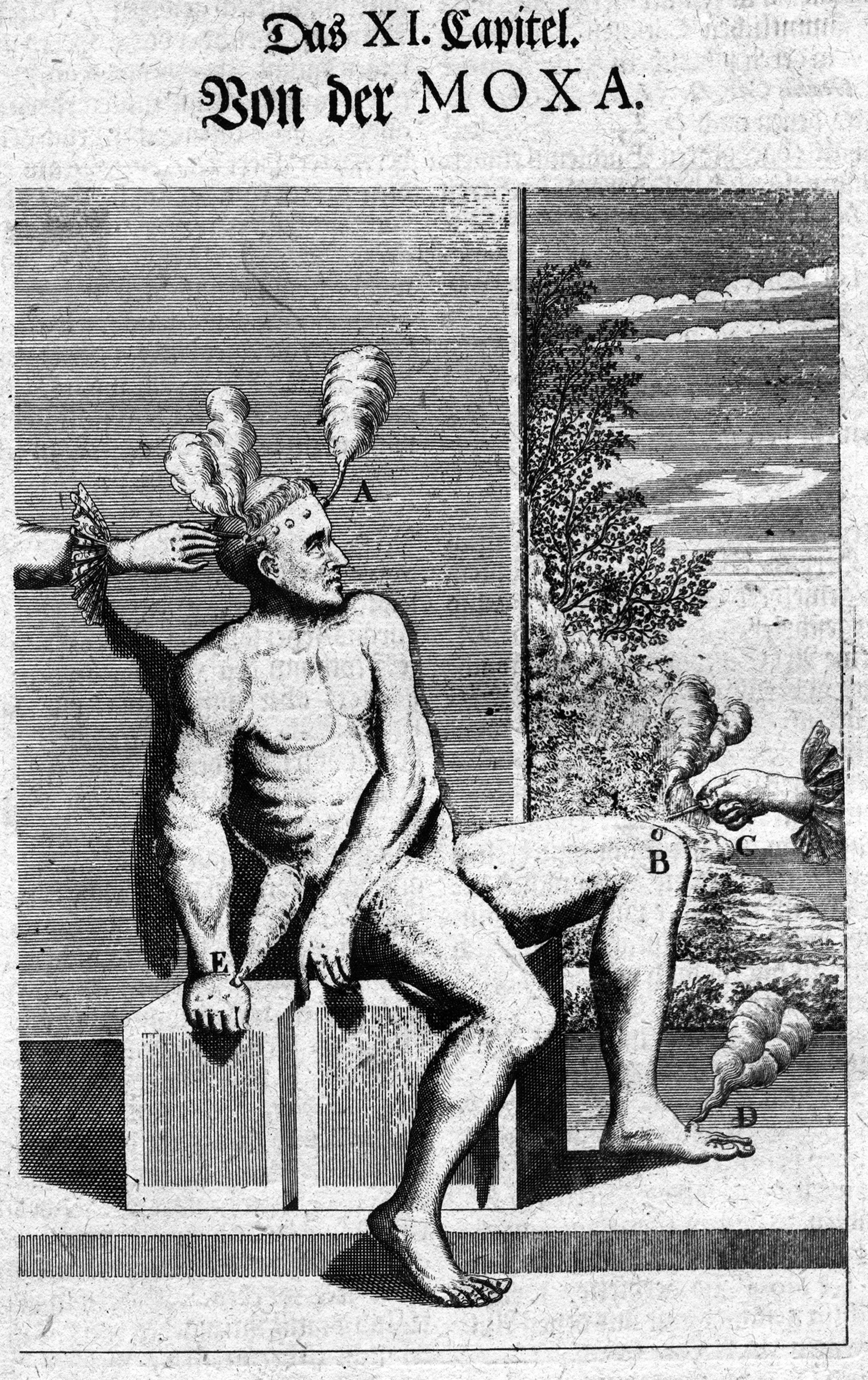
Moxibustion (M. B. Valentini : Museum Museorum, 1714)

L'usage du moxa (moxibustion) remonte très loin. En effet, le Huangdi Nei Jing, le plus ancien ouvrage de médecine chinoise connu, fait référence à une méthode appelée Pienn Tsiou ( 砭灸 biānjiǔ ) que George Soulié de Morant traduit par « poinçons de pierre et moxas ». Or l'usage des poinçons de pierre était antérieur à celui de l'aiguille de métal. Des fouilles ont permis de vérifier que le cuivre était utilisé dans la fabrication d'objets d'ornement trente siècles av. J.-C.. Dans le bouddhisme, le moxa était le fait de poser un cône d'encens sur la tête lors de la cérémonie d'initiation des moines et des nonnes, en Chine et au Japon.
La moxibustion a connu un développement important sous la dynastie Ming durant laquelle elle était utilisée conjointement avec l'acupuncture.
A la fin du XVIIe siècle, la moxibustion fait son apparition en Europe, dont les mérites sont vantés par des auteurs tels que Hermann Busschof (de) et Willem ten Rhijne pour lutter contre la goutte.
Au XIXe siècle, le moxa « était classé dans les cautères actuels, c'est-à-dire ceux qui brûlent immédiatement. Très utilisé en France, ses indications concernaient surtout les maladies chroniques pour exciter fortement le système nerveux ». 
Balzac les mentionne comme traitement donné au père Goriot et en utilise aussi plusieurs fois la métaphore, notamment dans la Physiologie du mariage et dans Le Cousin Pons : « aucun ennui, aucun spleen ne résiste au moxa qu'on se pose à l'âme en se donnant une manie ». Barbey d'Aurevilly mentionne dans sa nouvelle À un dîner d'athées, qui fait partie du recueil Les Diaboliques, un usage moralisateur des moxas pour un jeune homme que l'excès des femmes avait conduit à souffrir de
tabes dorsal. Depuis les années 1870, cet engouement est oublié ; l'art du moxa est aujourd'hui associé uniquement à la médecine chinoise.
La moxibustion a été inscrite au patrimoine culturel immatériel de l'humanité de l'UNESCO le 16 novembre 2010.

## Méthode
Traditionnellement, le moxa est une composition à base d'armoise séchée et broyée.
Les modes d'applications sont nombreux.
Elle peut être conditionnée sous forme de bâton appelé "cigare de moxibustion", de petit cône de la taille d'un grain de riz déposé sur un point du corps à stimuler, allumé par un bâton d'encens (méthode japonaise). Elle peut être roulée en boulette qui sera enflammée sur une pièce de monnaie perforée en son centre, ou sur un onguent préalablement appliqué en couche épaisse sur la région à traiter (méthode chinoise)[réf. souhaitée].